# Cristóbal Suárez
Cristóbal Rodríguez Suárez (n. Madrid; 26 de abril de 1978) es un actor español. Hijo del exbaloncestista y médico español Cristóbal Rodríguez Hernández.
Cristóbal estrenó su carrera artística en 1997 con la obra La vida que te di de Luigi Pirandello, dirigida por Miguel Narros. 
Actualmente esta de gira con El inconveniente de Juan Carlos Rubio. Destacan sus trabajos en Ricardo III, Arte, Misántropo, La función por hacer o Veraneantes con la que fue finalista como Mejor actor de reparto a los Premios Max y Premios de la Unión de actores, dirigidas por Miguel Del Arco de la compañía Kamikaze Producciones. Ha participado en montajes como Los cuerpos perdidos, Esto no es la casa de Bernarda Alba de Carlota Ferrer, Las amistades peligrosas de Darío Facal, Las Crónicas de Peter Sanchidrian de José Padilla.
En televisión lo hemos podido ver en Cristo y Rey, Los reyes de la noche, Vota Juan, Cuéntame, Las chicas del cable, Pequeñas coincidencias, Tiempos de guerra.. entre otras.
Ha participado en la película Sordo dirigida por Alfonso Cortés-Cavanillas y en el cortometraje De repente la noche de Cristina Bodelón finalista a los Premios Goya 2019.
Inicia su carrera como productor teatral en 2016 y funda la Compañía Ventrículo|Veloz, con la que han ganado el Premio Max XXII con su espectáculo DADOS de teatro juvenil.

## Teatro
| Año  | Título                                              | Autor                 | Director           |
| ---- | --------------------------------------------------- | --------------------- | ------------------ |
| 1997 | La vida que te di                                   | Luigi Pirandello      | Miguel Narros      |
| 1998 | Mariana Pineda                                      | Federico García Lorca | Joaquín Vida       |
| 2001 | El mágico prodigioso                                | Calderón de la Barca  | Daniel Bohr        |
| 2001 | Don Juan o El festín de piedra                      | Molière               | Jean Pierre Miquel |
| 2001 | Abre el ojo                                         | Francisco de Rojas    | Paco Plaza         |
| 2003 | Por amor al arte                                    | Neil LaBute           | Gerardo Vera       |
| 2004 | Moliere X 2                                         | Molière               | Adrián Daumas      |
| 2007 | Cyrano de Bergerac                                  | Edmond Rostand        | John Strasberg     |
| 2008 | Don Juan Tenorio                                    | José Zorrilla         | Tamzin Townsend    |
| 2008 | Fuenteovejuna                                       | Lope de Vega          | Lawrence Boswell   |
| 2008 | Theatre no more                                     | Darío Facal           | Darío Facal        |
| 2009 | La función por hacer                                | Luigi Pirandello      | Miguel del Arco    |
| 2010 | El proyecto Youkali                                 | Miguel del Arco       | Miguel del Arco    |
|      |                                                     |                       |                    |
| 2011 | Veraneantes                                         | Máximo Gorki          | Miguel del Arco    |
| 2013 | El lindo Don Diego                                  | Agustín Moreto        | Carles Alfaro      |
| 2014 | Las amistades peligrosas                            | Choderlos de Laclos   | Darío Facal        |
| 2014 | El misántropo                                       | Molière               | Miguel del Arco    |
| 2015 | Antígona                                            | Sófocles              | Miguel del Arco    |
| 2016 | Hamlet                                              | Shakespeare           | Miguel del Arco    |
| 2017 | Arte                                                | Yasmina Reza          | Miguel del Arco    |
| 2018 | Las crónicas de Peter Sanchidrian                   | José Padilla          | José Padilla       |
| 2018 | Esta No es la Casa de Bernarda Alba                 | Federico García Lorca | Carlota Ferrer     |
| 2018 | Los cuerpos perdidos                                | José Manuel Mora      | Carlota Ferrer     |
| 2018 | El último rinoceronte blanco                        | José Manuel Mora      | Carlota Ferrer     |
| 2019 | El viaje: Las crónicas de Peter Sanchidrian col. II | José Padilla          | Carlota Ferrer     |
| 2020 | Ricardo III                                         | Shakespeare           | Miguel del Arco    |
| 2023 | El inconveniente                                    | Juan Carlos Rubio     | Juan Carlos Rubio  |
| 2024 | Misericordia                                        | Denise Despeyroux     | Denise Despeyroux  |

## Televisión
| Año                      | Serie                                      | Personaje               | Cadena                 | Notas         |
| ------------------------ | ------------------------------------------ | ----------------------- | ---------------------- | ------------- |
| 1997 - 1998              | Calle nueva                                |                         | TVE                    | 3 episodios   |
| 2000                     | ¡Ala... Dina!                              | Cámara 2                | TVE                    | 1 episodio    |
| 2000                     | Raquel busca su sitio                      |                         | TVE                    | 1 episodio    |
| 2001                     | Periodistas                                | Adolfo Peña             | Telecinco              | 1 episodio    |
| 2001                     | El Marqués de Sotoancho                    |                         | Antena 3               | 2 episodios   |
| 2002                     | Hospital Central                           | Germán Fuentes          | Telecinco              | 1 episodio    |
| 2002                     | El comisario                               | Inspector Gorka Melero  | Telecinco              | 4 episodios   |
| 2002 - 2003              | 20 tantos                                  | Miguel Adame            | Telecinco              | 5 episodios   |
| 2004                     | Un paso adelante                           | Cuco                    | Antena 3               | 1 episodio    |
| 2005 - 2006; 2008 - 2009 | Amar en tiempos revueltos                  | Mario Ayala de la Torre | TVE                    | 386 episodios |
| 2006                     | La dársena de poniente                     | Tomas Asensio           | TVE                    | 18 episodios  |
| 2008                     | 700 euros, diario secreto de una call girl | Gonzalo                 | Antena 3               | 16 episodios  |
| 2011                     | La que se avecina                          | Mario                   | Telecinco              | 1 episodio    |
| 2012                     | Con el culo al aire                        | Sergio                  | Antena 3               | 1 episodio    |
| 2013                     | Aída                                       | José Alfredo            | Telecinco              | 1 episodio    |
| 2015                     | B&b, de boca en boca                       | Cristóbal Gallardo      | Telecinco              | 28 episodios  |
| 2015 - 2017              | Seis hermanas                              | Don Luis Civantos       | TVE                    | 489 episodios |
| 2017                     | Tiempos de guerra                          | Luis Garcés             | Antena 3               | 13 episodios  |
| 2018                     | Pequeñas coincidencias                     | Cita de Marta           | Prime Video            | 1 episodio    |
| 2019                     | Vota Juan                                  | Ignacio "Nacho" Recalde | TNT                    | 1 episodio    |
| 2020                     | Vamos Juan                                 | Ignacio "Nacho" Recalde | TNT                    | 5 episodios   |
| 2020                     | Las chicas del cable                       | Antonio Castro          | Netflix                | 4 episodios   |
| 2020                     | ByAnaMilán                                 | Manu                    | Atresplayer            | 10 episodios  |
| 2021                     | Reyes de la noche                          | Urrutia                 | Movistar               | 6 episodios   |
| 2021                     | Venga Juan                                 | Ignacio "Nacho" Recalde | HBO Max                | 2 episodios   |
| 2021 - 2022              | Cuéntame cómo pasó                         | Aurelio Terreros        | La 1                   | 10 episodios  |
| 2022 - 2023              | UPA Next                                   | Arturo Romero           | Atresplayer            | 8 episodios   |
| 2023                     | Cristo y Rey                               | Rey Juan Carlos I       | Atresplayer / Antena 3 | 8 episodios   |

## Cine
| Año  | Película            | Director                  |
| ---- | ------------------- | ------------------------- |
| 2005 | La bicicleta        | Sigfrid Monleón           |
| 2009 | El cónsul de Sodoma | Sigfrid Monleón           |
| 2019 | Sordo               | Alfonso Cortés-Cavanillas |

## Cortometrajes
| Año  | Película                   | Director                    |
| ---- | -------------------------- | --------------------------- |
|      | Amnesia global transitoria | Ana Maroto                  |
| 2009 | Sin Lupe                   | Mario Tardón                |
| 2019 | Derepente, la noche        | Cristina Bodelón            |
| 2021 | Ellos                      | Néstor López y Óscar Romero |

## Premios
| Año  | Película/Obra             | Premio           | Nominación                |
| ---- | ------------------------- | ---------------- | ------------------------- |
| 2012 | Finalista por Veraneantes | Premios Max      | Actor de reparto          |
| 2012 | Nominado por veraneantes  | Unión de actores | Actor de reparto          |
| 2019 | Ganador por Dados         | Premios Max      | Mejor espectáculo juvenil |

## Productor "Ventrículo|Veloz"
| Año  | Título                                   | Autor             | Director          |
| ---- | ---------------------------------------- | ----------------- | ----------------- |
| 2016 | Papel                                    | José Padilla      | José Padilla      |
| 2017 | Por la boca                              | José Padilla      | José Padilla      |
| 2018 | Dados                                    | José Padilla      | José Padilla      |
| 2019 | El último romántico                      | Denise Despeyroux | Denise Despeyroux |
| 2022 | Pretopía                                 | José Padilla      | José Padilla      |
| 2023 | Cuatro Salvajes vestidos de verde hiedra | José Padilla      | José Padilla      |